# Невірні
Невірні — термін, використовуваний у деяких релігіях, особливо в християнстві й ісламі, для позначення атеїстів, представників інших релігій і тих, хто сумнівається або відкидає основні догмати релігії.

## Християнство
Християни традиційно називають невірними людей, що належать до інших релігійних груп або активно відкидають християнство. У католицизмі невірним вважається той, хто (на відміну від єретика) взагалі не вірить у християнське вчення і заперечує божественність Ісуса Христа.
Надалі визначення терміна було розширено для того, щоб включити в нього інші форми невіри, наприклад, такі як:
- деїзм — визнання існування Бога і створення ним світу, але заперечення більшості надприродних і містичних явищ, божественного одкровення і релігійного догматизму;
- атеїзм — невіра в бога, заперечення його існування;
- скептицизм — сумнів, як принцип мислення, особливо сумнів у надійності істини;
- агностицизм — визнання принципової неможливості пізнання об'єктивної дійсності тільки через суб'єктивний досвід і неможливість пізнання будь-яких граничних і абсолютних основ реальності.

Нині використання терміна «невірний» знизилося. Причиною цього, найпевніше, є бажання основних християнських конфесій брати участь у діалозі з представниками інших конфесій. Слова «невірний», «невірні» (грец. ἄπιστος), зустрічаються в Новому Заповіті.

## Іслам
В ісламі для означення невірних використовується арабське слово кафір (букв. «приховує»). В ісламській доктрині цей термін стосується людини, яка не визнає єдиного Бога (Аллаха) і заперечує пророчу місію Мухаммеда. Для позначення християн та юдеїв використовується термін люди Писання (араб. اهل الكتاب — ахль аль-Кітаб).
Слово кафір останнім часом також стало вважатися образливим і деякі ісламські богослови забороняють використовувати це слово.
У часи Османської імперії турецькі мусульмани стосовно греків, вірмен та інших християнських народів використовували слово «гяур». Воно походить від перського «габр», яке, в свою чергу, походить від арабського слова «кафір».

## Юдаїзм
В юдаїзмі язичників називають ідолопоклонниками або «тими, що поклоняються зіркам». Атеїстів і єретиків в юдаїзмі іменують епікоросами. Термін кофери застосовується тільки до віровідступників.